# Tomáš Grigar
Tomáš Grigar (* 1. Februar 1983 in Opava) ist ein tschechischer Fußballtorwart.

## Karriere
Grigar begann seine Laufbahn beim FC Vítkovice, wo er in der Saison 2001/02 zu seinen ersten Einsätzen in der Profimannschaft. In der folgenden Spielzeit 2002/03 war er Stammtorhüter des Zweitligisten und kam auch zu seinem ersten Spiel in der tschechischen U20-Auswahl. Im Winter 2004/05 wurde Grigar von Sparta Prag verpflichtet, wo er hauptsächlich im B-Team aufgestellt wurde. Als sich am 17. Spieltag Jaromír Blažek verletzte, debütierte Grigar in der ersten Mannschaft. Bis zum Sommer 2007 kam er auf vier weitere Profieinsätze.
In der Winterpause 2006/07 stand eine Ausleihe des Torwarts zu Marila Příbram kurz bevor, wurde aber von Příbram im letzten Moment abgesagt. Die Spielzeit 2007/08 begann er als Nummer zwei hinter Tomáš Poštulka, am elften Spieltag entschied sich Trainer Michal Bílek für einen Wechsel im Tor. Nach der Rückkehr von Jaromír Blažek war Grigar nur noch Ersatz. Im Januar 2009 wechselte der Torhüter zum FK Teplice. In Teplice war er für 16 jahre. Im Juni 2024 wechselte der Torhüter zum Ústí nad Labem. In Ústí ist er der erstes Torhüter.